# 匡山街道
匡山街道，是中华人民共和国山東省济南市槐荫区下辖的一个乡镇级行政单位。

## 行政区划
匡山街道下辖以下地区：
匡山小区西街社区、匡山小区东街社区、老屯东路社区、泉城花园社区、匡山村、杨家庄村、后屯村和老屯村。